# Белерис, Фреди
Фреди Белерис(греч.  Φρέντι Μπελέρης, полное имя Дионисиос Альфред Белерис (греч.  Διονύσιος Άλφρεντ Μπελέρης,алб.  Dhionisios Alfred Beleri) — Политический деятель Албании, активист греческого меньшинства страны, победитель на выборах мэра Химары в мае 2023 года.
Последовавшие попытки албанских властей и непосредственно председателя совета министров Албании Эди Рамы не допустить Белериса на пост мэра Химары, его арест в ходе выборов и продолжающееся 40 дней (на 20 июля 2023 года) тюремное заключение, вызвали кризис в греко-албанских отношениях и протесты политиков Европейского союза.

## Молодость – Химара
Родился в 1972 году в маленьком приморском городе Химара южной Албании, которую греки продолжают именовать Северный Эпир.
При всех исторических перипетиях Химары в городе доминирует греческое население, но албанское правительство с периода Энвера Ходжи и насильственных переселений, по сегодняшний день отказывается включить этот город в малое число сёл и малых городов получивших статус «регионов (греческого) меньшинства”, что лишает жителей города образования на греческом и его использования в официальном делопроизводстве.
Белерис родился в бедной (даже для Албании) семье и вырос в атмосфере сопротивления химариотов насильственной де-эллинизации.
Ещё с молодости был вовлечён в борьбу органов самоуправления в защиту прав человека и прав греческого населения Северного Эпира.

### Предыстория сегодняшнего статуса Химары
В османский период Химара составляла отдельную греческую епископию, по сути государство в государстве, автономию которого турецкое правительство вынужденно признавало. Французский писатель Рене Пюа писал что «До сегодняшнего дня (1913) химариоты, отличные стрелки, имеют привилегию носить оружие». Епархия Химары включала ещё 6 греческих сёл с 12 000 жителей, плативших Порте 16 тыс. франков в год. Порта не пыталась увеличить налог на этих «настоящих греков». Чиновники, представляющие номинально турецкую власть, располагались в 2-х зданиях при входе в Химару.
С началом Балканских войн 1912 года майор греческой жандармерии химариот Спирос Спиромилиос высадился в Химаре и освободил свою родину и окрестные сёла. 14 декабря 1913 года протоколом, подписанным во Флоренции, шесть европейских держав решили включить в создаваемое албанское государство весь Северный Эпир, включая Химару. 14 февраля 1914 года протокол был доведён до сведения правительства Греции.
Правительство Греции под давлением западных правительств и получив заверение, что будет признан греческий контроль над Эгейским морем, дало приказ армии оставить Северный Эпир.
Рене Пюа писал: «Невозможно, чтобы Химара не стала греческой, поскольку она уже греческая, и химариоты — это образец греческого патриотизма».
Химариоты первыми в Северном Эпире начали борьбу, провозгласив в 1914 году автономное государство Химары. Позже Химара стала частью «Автономной Республики Северного Эпира», провозглашённой 28 февраля в Гирокастра.
Под командованием Спиромилиоса, химариоты успешно держали оборону на линии Химара—Тепелени на протяжении всего периода автономистского движения.
Автономистское движение греческого населения не принесло желаемого результата — воссоединения с Грецией — по причине начала Первой мировой войны. Химара, как и весь Северный Эпир, вошла в состав Албании, хотя и с начала мировой войны и до 1922 года город находился под контролем греческой армии и армии автономного Северного Эпира, пока не был окончательно присуждён албанскому королевству.

## Эмиграция в Грецию
Белерис вырос в городе, где вечером видны огни греческого острова Керкира, но в силу самоизоляции Албании и напряжённых греко-албанских отношений Греция для химариотов была не ближе дружественного Албании Энвера Ходжи Китая.
Он вырос с рассказами старших о победоносной греко-итальянской войне когда в декабре 1940 года, после сражения при Химаре греческая армия в очередной раз заняла этот город. Он слушал тайно греческое радио и при закрытых ставнях праздновал победу Греции на чемпионате Европы по баскетболу в 1987 году.
С падением режима Э. Ходжи и его последователей, сотни тысяч албанцев и греков Северного Эпира, не дожидаясь разрешений и формальностей начали массово пересекать границу с Грецией.
Белерис был в числе первых и первоначально поселился на острове Закинф. Он работал слесарем-гидравликом и затем открыл своё дело.
В дальнейшем он поступил в Университет Пантеон на факультет Международных и европейских отношений.

## Ирредентизм
Белерис использовал своё пребывание на территории Греции для улучшения своего финансового положения, бизнеса и получения греческого образования, но не прерывал свои связи с Химарой. Не забывал о своих земляках оставшихся в Химаре, по его выражению “охранять Фермопилы”.
В апреле 1994 года небольшая группа вооружённых северо-эпиротов из числа работавших в Греции эмигрантов совершила налёт на албанскую армейскую часть у северо-эпирского села Эпископи, в результате которой были убиты один офицер и один рядовой албанской армии. Налётчики «реквизировали» около 15 единиц стрелкового оружия. В тот же вечер своей публикацией в греческой газете «Элефтеротипия» ответственность за операцию взяла на себя новоявленная организация ΜΑΒΗ («Μέτωπο Απελευθέρωσης Βορείου Ηπείρου» - Фронт Освобождения Северного Эпира), ссылка на одноимённую организацию действовавшую в Северном Эпире в годы Второй мировой войны не только против итальянцев и Вермахта, но и против албанских националистов балистов.
Греческие источники отмечают вмешательство США с целью недопустить военных действий между Грецией и Албанией. В частности ЦРУ, на правах друга оказавшего помощь албанцам в вопросе Косово, предупреждало албанцев избежать столкновения, которое неминуемо привело бы к потере территорий Северного Эпира.
С другой стороны, правительство Греции не желало создавать на Балканах новый очаг напряжённости, считая что проблемы северо-эпиротов будут “автоматически” разрешены после вступления Албании в НАТО и Европейский союз, в то время как Греция должна концентрировать своё внимание на неуёмных претензиях и амбициях Турции, на её попытках в нарушение Международного права задним числом пересмотреть соглашения подписанные в ходе и после военного десятилетия 1912—1922 годов.
Северо-эпиротские ирредентисты не получили ожидаемой поддержки от Греции.
В марте 1995 года греческие пограничники задержали на греко-албанской границе группу из 7 человек, считая что она намеревалась совершить налёт на албанскую воинскую часть, аналогичный налёту ΜΑΒΗ годом раньше. В двух автомобилях группы, кроме прочего, были обнаружены и реквизированы 6 автоматов Калашникова и 2 “пистолета Токарева”.
Последовали аресты в Афинах и обнаружены схроны оружия в пригородах Кесариани и Палини.
Все 7 задержанных, и в их числе Фреди Белерис, предстали перед судом “при закрытых дверях” и были осуждены предварительно на тюремное заключение от 18 до 20 месяцев.
На повторном процессе в феврале 1997 года все 7 были осуждены как контрабандисты оружия и получили условные сроки от 3 до 4 лет.
Между тем, как подтверждение интересов США в Албании и на Балканах и продолжение установившейся линии в греко-албанских отношениях, в июле 1997 года директром ЦРУ был назначен Тенет, Джордж “великолепно говорящий на греческом” сын грека-химариота и гречанки из Эпира.

## Возвращение на Родину
В последующие пять лет Белерис пропал из поля зрения прессы.
В 2014 году Белерис с семьёй вернулся в Химару и направил свою деятельность в развивающийся здесь не в последнюю очередь за счёт сбережений репатриантов туристический сектор.
Одновременно он включился в политическую жизнь, защищая интересы химариотов и греческого населения юга Албании мирным и легальным путём.
В 2015 году он был избран заместителем председателя Генерального совета “Демократического Союза Национального Греческого Меньшинства - Омония” (Δημοκρατική Ένωση Εθνικής Ελληνικής Μειονότητας – ΟΜΟΝΟΙΑ) ныне на этом посту Г Дзумакас, Белерис член совета.
В том же году он впервые баллотировался на пост мэра Химары.

## Муниципальные выборы 2015 года
На выборах 2015 года албанскому правительству удалось расколоть химариотов. Баллотируясь от правящей Социалистической партии на выборах победил химариот Горос.
Однако и фракция Белериса получила достаточное число голосов для создания сильной оппозиции в муниципальном совете.

## Муниципальные выборы 2019 года
Перед муниципальными выборами 30 июня 2019 года Белерис был вынужден обратиться в Европейский суд по правам человека в Страсбурге по причине того, что албанское правительство запретило ему принять участие в выборах.
Перед этим шагом он подал апелляцию в Избирательный суд Албании, но его заявление было отклонено.
Правительство Албании аргументировало своё решение тем, что 13 годами раннее Белерис был осуждён на 3 года лишения свободы условно, на том основании, что он был инициатором массового прибытия северо-эпиротов (временно) проживавших в Греции для участия в голосовании на тогдашних выборах.
Албанское правительство утверждало, что его решение основано на действующем законодательстве, и что Белерис может принять участие в любых выборах после 18 июля, когда для него истечёт срок запрета.
Однако согласно заявлению Белериса, оксюморон заключается в том, что на муниципальных выборах в июне 2015 года Белерис принял участие и в течение 4 лет возглавлял в муниципалитете оппозицию.
Как заявлял Белерис: «Мне сказали что по их собственной вине они неправильно истолковали сам закон и таким образом разрешили мне принять участие в выборах.
Белерис заявлял что это ещё одна (очередная) попытка запугать греческое меньшинство (Северного Эпира) и откровенная методика которая отбрасывает нас на многие годы назад. Это удар против требований прав греческого меньшинства Северного Эпира и защиты нашей собственности.
Белерис заявил что “они” видели что он на этот раз может победить на выборах и решили просто запретить ему участие.
После запрета на участие в выборах Белериса, ни одно лицо из греческой общины не могло претендовать на пост мэра, поскольку срок подачи бюллетеней истёк 13 мая.
Белерис заявил что «для тех кто имел любое сомнение, было доказано ещё один раз что судебный корпус и система являются звеном в цепи механизма манипулирования греческим национальным меньшинством в том что касается его политических и избиратальных прав».
Он добавил что это не в первый раз используется подобный метод в ущерб подлинному политическому представлению (населения) и созданию местного самоуправления, представленного главным образом партией национального меньшинства “Омония”.
Одновременно “Омония” заявила, что власти уже не прикрываясь какими либо оговорками заведомо исключают кандидатов, что напоминает тёмный ‘’избирательный процесс’’ декабря 1945 года!».
Эти выборы подверглись бойкоту всех партий оппозиции страны, в результате чего во всех муниципалитетах страны кандидатами остались только избранники правящей партии.
Белерис де-факто остался единственным кандидатом во всей стране, претендующим на мэрию против кандидатов правящей партии.
Объясняя своё решение, Белерис заявлял, что решил принять участие в выборах, потому что греческое население не могло бездействовать и ждать ещё 4 года, после проблем, возникших в Химаре в результате многочисленных попыток государства захватить и присвоить недвижимость, принадлежающую грекам.
При этом он надеялся, что в результате бойкота, выборы по всей стране будут повторены в октябре, и тогда выйдя за временные рамки запрета его кандидатура не будет оспариваться.

## Муниципальные выборы 2023 года
С началом предвыборной кампании 2023 года Белерис заявил, что «мы — подавляющее большинство населения» (в Химаре).
Он также заявил, что просидевший 12 лет на этом посту мэр был по сути не мэром а «служащим» правящей партии.
Для греков Химары он стал врагом, поскольку не только не оказал содействия в разрешении вопросов собственности недвижимости, но стал инициатором несправедливых решений.
Белерис в своей программе заявил, что справедливое решение вопроса собственности недвижимости является краеугольным камнем для благополучия, развития и возвращения химариотов с чужбины, или использования ими своего наследного имущества.
Он добавил, что юридическое закрепление собственности за её владельцами, создание лицея на греческом языке и, главное, обеспечение прав химариотов как граждан Албании, которая ищет своё место в Европе, являются первоочерёдной задачей.
Для греков Химары это важно сейчас, а не в последующие десятилетия.
Белерис отмечает, что в то время как Химара стала привилегированным местом стратегического выбора Албании в развитии туризма, и сюда направляются инвестиции всевозможного происхождения (включая теневой сектор), положительных перемен нет.
Напротив, город деградирует и царит хаос, исключается местное население и прежде всего греки, поскольку «мы не можем взять в свои руки собственность и недвижимость наших отцов».
Следовательно сегодня, когда определяется курс (страны) на следующие два десятилетия, «настал час взять нашу судьбу в свои руки».
Отвечая на косвенное участие премьер-министра Эди Рамы в муниципальных выборах 14 мая 2023 года и его усилия протолкнуть на пост мэра Химары своего ставленника, Белерис заявил, что премьер — умный человек и что он (вынужденно) будет сотрудничать с ним (Белерисом) и проявит к нему большее уважение нежели к нынешнему мэру, которого он рассматривает как своего «партийного служащего».

## Арест Белериса – победа на выборах
Белерис недооценил решимость Рамы не допустить его победы на выборах. Победа кандидата греческой национальной партии не только подтверждает доминирующее греческое население города, но на данном этапе создаёт трудности с попытками теневых кругов присвоить недвижимость, принадлежащую грекам города ещё до создания Албании в 1912 году, что также является ещё одной стороной попыток де-эллинизации города.
Перед началом выборов Белерис был арестован по обвинению в попытке подкупа избирателя (конкретно было объявлено имя грека-рыбака) и немедленно был отпрален в столичную тюрьму.
Запрос перенести любое судебное преследование на период после выборов был отклонён.
Служебный МИД Греции (в ожидании завершения парламентских выборов Греции 25 июня) охарактеризовал этот шаг албанских властей «скандальным, если нет неопровержимых доказательств» и заявил что этот шаг показывает, что Албания не идёт по европейскому пути.
В свою очередь, Рама заявил что он представит доказательства (новому греческому правительству) после 25 июня.
Однако арест Белериса вызвал сплочённость и мобилизацию греков Химары.
Для участия в муниципальных выборах стали прибывать химариоты не только из Греции и других европейских стран, но и из Австралии и США.
Из тюрьмы в Тиране Белерис обратился к избирателям «голосуем за наще Отечество!!».
На месте, в Химаре дочь Белериса заявляла «Химара – это мы. Боремся за лучшее будущее».
Победа (заключённого) Белериса на выборах была неоспоримой и вызвала в Химаре энтузиазм. Однако Белерис остаётся в тюрьме, что вызывает негаивную реакцию политиков Европейского союза. Урсула фон дер Ляйен даже поторопилась заявить что порядок восстановлен и что Белерис освобождён.
Согласно представителям греческой национальной партии “Омония”, албанские власти намерены держать его в тюрьме до первого заседания муниципального совета в начале июля, где его (физическое) отсутствие будет означать исключение Белериса из списка муниципальных советников и, как следствие, его непризнание в качестве мэра.